# Pedro de Cárdenas y Arbieto
Pedro de Cárdenas y Arbieto (Lima, 1607 - ?), abogado criollo que ocupó importantes cargos en el Virreinato del Perú. Fue Rector de la Universidad de San Marcos.

## Biografía
Inició sus estudios en el Real Colegio de San Martín (1618), continuándolos en la Universidad de San Marcos, donde obtuvo el grado de Doctor en Leyes y Cánones. Recibido de abogado ante la Real Audiencia de Lima, se consagró al ejercicio profesional y por encargo del Cabildo de Lima, se desempeñó como asesor de los alcaldes ordinarios y del juzgado eclesiástico.
Pronto fue reconocido como uno de los mayores letrados de este reino, fue elegido rector de la Universidad (1646) y sirvió sucesivamente como asesor de los virreyes Conde de Alba de Liste (1655) y Conde de Santisteban (1661), con tanta eficiencia que fue propuesto para ocupar el cargo de fiscal de la Real Audiencia.

## Matrimonio y descendencia
Contrajo nupcias con Isabel de Solórzano, con la cual tuvo a:
- Mariana de Cárdenas y Solórzano
- Pedro de Cárdenas y Arbieto Sólorzano, obispo de Santa Cruz de la Sierra.

| Predecesor: Alonso Osorio | Rector de la Universidad de San Marcos 1646 - 1647 | Sucesor: Ildefonso Corbacho de Zárate |